# Pierwszy rząd Manueli Schwesig
Pierwszy rząd Manueli Schwesig – był dziesiątym gabinetem Meklemburgii-Pomorza Przedniego od zjednoczenia Niemiec. Powstał po rezygnacji Erwina Selleringa z powodu choroby nowotworowej. Manuela Schwesig została wybrana na premiera 4 lipca 2017 roku. Kontynuowała rządy koalicji SPD–CDU wyłonionej po wyborach z 2016 roku. Gabinet pełnił funkcję do 15 listopada 2021 roku.

## Skład rządu
| Imię i nazwisko  | Funkcja                                                      | Partia               | Partia                             | Czas pełnienia funkcji | Czas pełnienia funkcji |
| Imię i nazwisko  | Funkcja                                                      | Partia               | Partia                             | Od                     | Do                     |
| ---------------- | ------------------------------------------------------------ | -------------------- | ---------------------------------- | ---------------------- | ---------------------- |
| Manuela Schwesig | premier                                                      |                      | Socjaldemokratyczna Partia Niemiec | 4 lipca 2017(dts)      | 15 listopada 2021(dts) |
| Lorenz Caffier   | wicepremier                                                  |                      | Unia Chrześcijańsko-Demokratyczna  | 4 lipca 2017(dts)      | 17 grudnia 2020(dts)   |
| Lorenz Caffier   | minister spraw wewnętrznych i ds. europejskich               | 4 lipca 2017(dts)    | Unia Chrześcijańsko-Demokratyczna  | 17 grudnia 2020(dts)   |                        |
| Harry Glawe      | minister gospodarki, pracy i zdrowia                         |                      | Unia Chrześcijańsko-Demokratyczna  | 4 lipca 2017(dts)      | 15 listopada 2021(dts) |
| Harry Glawe      | wicepremier                                                  | 18 grudnia 2020(dts) | Unia Chrześcijańsko-Demokratyczna  | 15 listopada 2021(dts) |                        |
| Katy Hoffmeister | minister sprawiedliwości                                     |                      | Unia Chrześcijańsko-Demokratyczna  | 4 lipca 2017(dts)      | 15 listopada 2021(dts) |
| Mathias Brodkorb | minister finansów                                            |                      | Socjaldemokratyczna Partia Niemiec | 4 lipca 2017(dts)      | 29 kwietnia 2019(dts)  |
| Reinhard Meyer   | minister finansów                                            |                      | Socjaldemokratyczna Partia Niemiec | 22 maja 2019(dts)      | 15 listopada 2021(dts) |
| Torsten Renz     | minister spraw wewnętrznych i ds. europejskich               |                      | Unia Chrześcijańsko-Demokratyczna  | 27 grudnia 2020(dts)   | 15 listopada 2021(dts) |
| Till Backhaus    | minister rolnictwa i środowiska                              |                      | Socjaldemokratyczna Partia Niemiec | 4 lipca 2017(dts)      | 15 listopada 2021(dts) |
| Birgit Hesse     | minister edukacji, nauki i kultury                           |                      | Socjaldemokratyczna Partia Niemiec | 4 lipca 2017(dts)      | 22 maja 2019(dts)      |
| Bettina Martin   | minister edukacji, nauki i kultury                           |                      | Socjaldemokratyczna Partia Niemiec | 22 maja 2019(dts)      | 15 listopada 2021(dts) |
| Christian Pegel  | minister energii, infrastruktury i cyfryzacji                |                      | Socjaldemokratyczna Partia Niemiec | 4 lipca 2017(dts)      | 15 listopada 2021(dts) |
| Stefanie Drese   | minister spraw społecznych, integracji i równego traktowania |                      | Socjaldemokratyczna Partia Niemiec | 4 lipca 2017(dts)      | 15 listopada 2021(dts) |